# Wanze
Wanze (en wallon Wônse) est une commune francophone de Belgique située en Région wallonne dans la province de Liège, ainsi qu’une localité où siège son administration.

## Toponymie
Wanze signifie « cité marécageuse ».

## Géographie
Wanze se situe dans la vallée de la Meuse, en Hesbaye, à proximité de Huy, à égale distance de Liège et de Namur.
Wanze est située dans le Pays Burdinale-Mehaigne et une partie de son territoire est intégrée dans le Parc naturel des Vallées de la Burdinale et de la Mehaigne.

### Sections de commune
| # | Nom       | Superf. (km²) | Habitants (2020) | Habitants par km² | Code INS |
| - | --------- | ------------- | ---------------- | ----------------- | -------- |
| 1 | Wanze     | 4,06          | 3.665            | 902               | 61072A   |
| 2 | Bas-Oha   | 7,16          | 1.666            | 233               | 61072B   |
| 3 | Moha      | 5,48          | 1.647            | 301               | 61072C   |
| 4 | Huccorgne | 9,55          | 974              | 102               | 61072D   |
| 5 | Vinalmont | 10,66         | 1.375            | 129               | 61072E   |
| 6 | Antheit   | 7,13          | 4.404            | 617               | 61072F   |

### Hameaux
- Longpré : En 1977 le hameau de Longpré qui faisait partie de Couthuin fut cédé à Wanze.
- Wanzoul : Vinalmont.
- Lamalle : Bas-Oha.

## Démographie

### Démographie: Avant la fusion des communes
- Source: DGS recensements population

### Démographie: Commune fusionnée
En tenant compte des anciennes communes entraînées dans la fusion de communes de 1977, on peut dresser l'évolution suivante :
Les chiffres des années 1831 à 1970 tiennent compte des chiffres des anciennes communes fusionnées.
- Source: DGS , de 1831 à 1981=recensements population; à partir de 1990 = nombre d'habitants chaque 1 janvier[1]

## Héraldique
|  | La commune possède des armoiries qui lui ont été octroyées le 5 mars 1954 et à nouveau le 12 février 1980. Ce sont celles du Comté de Moha auquel la plus grande partie de la région appartenait. Elles sont apparues au XVIIe siècle en tant que sceau du comté. Blasonnement : D'argent au franc-quartier de gueules. Source du blasonnement : Heraldy of the World. |

## Politique et administration

### Conseil et collège communal 2024-2030
| Collège communal  |                           |                           |
| ----------------- | ------------------------- | ------------------------- |
| Bourgmestre       | Christophe Lacroix        | PS - Liste du Bourgmestre |
| 1er Échevin       | Bernard Lhonnay           | PS - Liste du Bourgmestre |
| 2e Échevin        | Loïc Leroy                | PS - Liste du Bourgmestre |
| 3e Échevine       | Aurélie Ochelen           | PS - Liste du Bourgmestre |
| 4e Échevine       | Charlotte Rouxhet         | PS - Liste du Bourgmestre |
| 5e Échevin        | PS - Liste du Bourgmestre |                           |
| Président du CPAS | Xavier Mercier            | PS - Liste du Bourgmestre |

### Jumelages

#### Coxyde
Wanze est officiellement jumelée avec la commune de Coxyde depuis 1997, année du centenaire de la naissance de Paul Delvaux, un peintre de talent né dans un village de l'entité de Wanze, à Antheit, le 23 septembre 1897.

#### Caneva
Dans le prolongement de la mise à l'honneur de la communauté italienne installée à Wanze, la commune a par ailleurs noué des liens d’amitié avec le village italien de Caneva, une localité d’où sont originaires la majorité des Italiens installés dans l'entité wanzoise.
En 2006, en prélude à l'accueil du Giro à Wanze et à l'occasion de la célébration du 60e anniversaire du traité italo-belge sur le charbon, l'administration communale de Wanze a convié les autorités de Caneva à participer aux cérémonies d'hommage organisées en l'honneur des immigrés italiens.
Depuis, des liens d'amitié se sont développés entre les deux communes.

## Patrimoine et culture

### Patrimoine architectural

#### Liste des biens et sites classés sur le territoire de Wanze

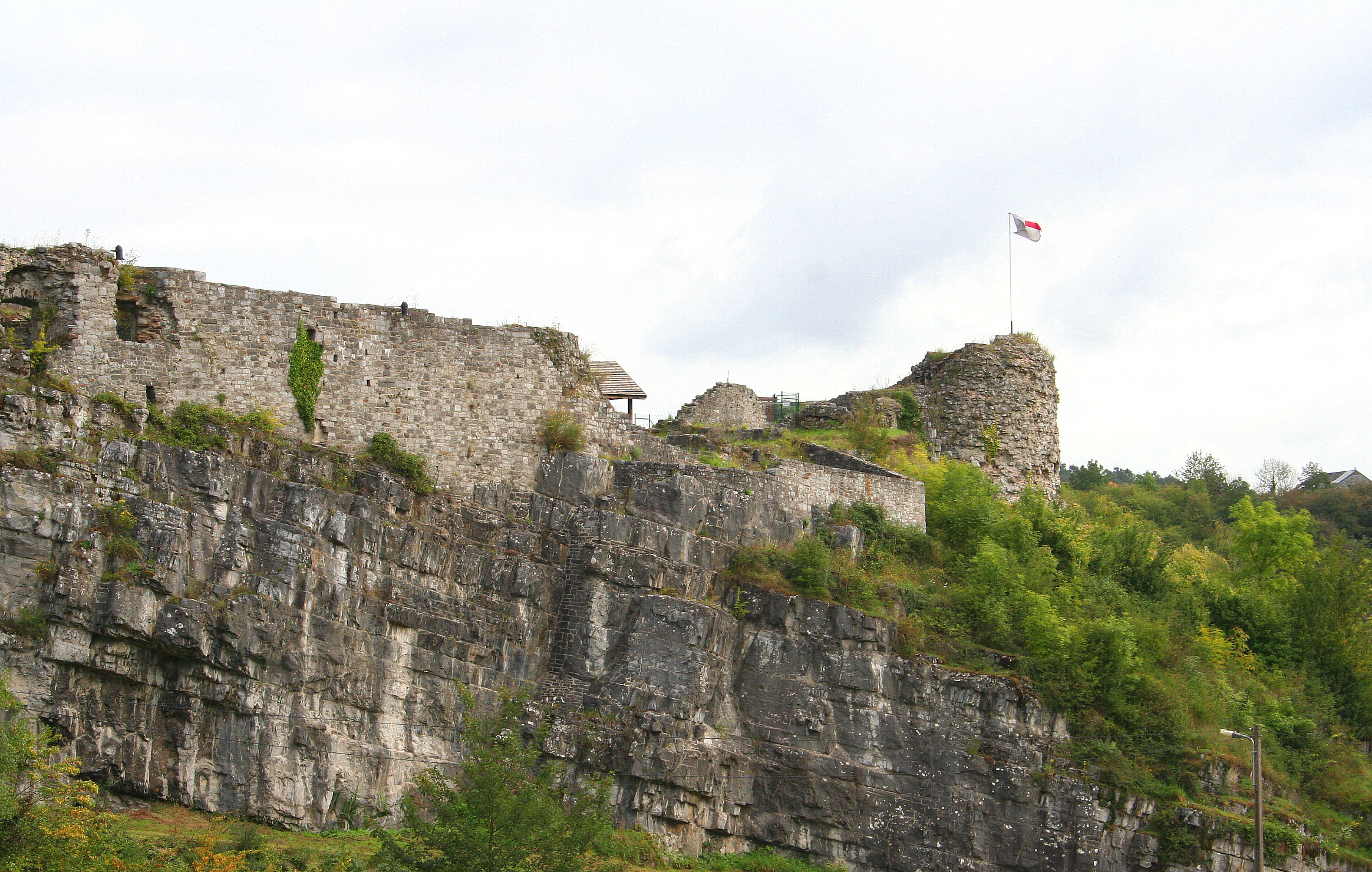
Le château féodal de Moha.

- Abbaye du Val Notre-Dame : hôtellerie, logis abbatial, colombier, ferme abbatiale (ouvrage d'entrée, logis), à Antheit.
- Ancien prieuré comprenant des bâtiments (XVIIe et XVIIIe siècles) convertis en ferme et une chapelle (XIIIe siècle), à Wanze.
- Château Coulon (façade et toitures), à Bas-Oha.
- Rochers, dits Roches aux Corneilles et Roches de la Marquise, à Huccorgne.
- Ruines du Château fort, rue de Madot et alentours, à Moha.
- Potale, rue Albert Ier, à Antheit.
- Carrière, Fond du Rouâ, à Vinalmont.
- Château rouge (façades, toitures, cheminées ; papiers peints de la salle à manger), dépendances (façades et toiture), pavillon (façades, toitures, peintures du plafond) et mur d'enceinte, à Bas-Oha.
- Potale, rue Georges Smal, à Wanze.
- Certaines parties de la maison et de ses dépendances, rue de l'Église no 225, à Moha.
- Potale Notre-Dame de Bon Voyage, rue de Villers (anciennement chapelle de Vinalmont), à Vinalmont.

## Économie
La localité offre des zones semi-industrielles aux alentours du site des Sucreries de Wanze et de l'usine de bioéthanol Biowanze ou du site d'exploitation des carrières de pierres à chaux de Carmeuse (Moha), mais aussi de larges zones à caractère agricole.

## Personnalités célèbres
- Le peintre Paul Delvaux est né à Antheit en 1897.
- Le chanteur Frédéric François habite à Antheit.
- Le dessinateur Sondron habite à Wanze.
- Le photographe Michel Cleeren habite à Vinalmont.
- L'écrivain Dimitri Verhulst a habité à Huccorgne.
- Le chanteur Roberto Bellarosa habite à Wanze, le gagnant de The Voice Belgique Saison 1 et représentant de la Belgique à l'Eurovision à Malmö.
- Léon Collinet, bourgmestre d'Huccorgne en 1860 et fondateur du Groupe Carmeuse.